# Willi Prilipp
Willi Prilipp (* 18. Januar 1887 in Neumünster; † 16. August 1938 in der Sowjetunion erschossen) war ein deutscher Politiker (KPD).

## Leben und Wirken
Prilipp besuchte die Gemeinde- und Fortbildungsschule. Anschließend wurde er zum Holzbildhauer ausgebildet.
Während oder kurz nach dem Ersten Weltkrieg wurde Prilipp Mitglied der USPD. Am 1. November 1920 wechselte er in die Kommunistische Partei Deutschlands (KPD). Seit dem 25. Februar 1928 war Prilipp Mitglied des Deutschen Baugewerksbundes.
Bei den Reichstagswahlen vom November 1932 wurde Prilipp als Kandidat der KPD für den Wahlkreis 3 (Potsdam II) ins Parlament der Weimarer Republik gewählt, dem er bis zum März 1933 angehörte. Daneben war er Prilipp Bezirksverordneter in Berlin-Weißensee.